# Christian Tretbar

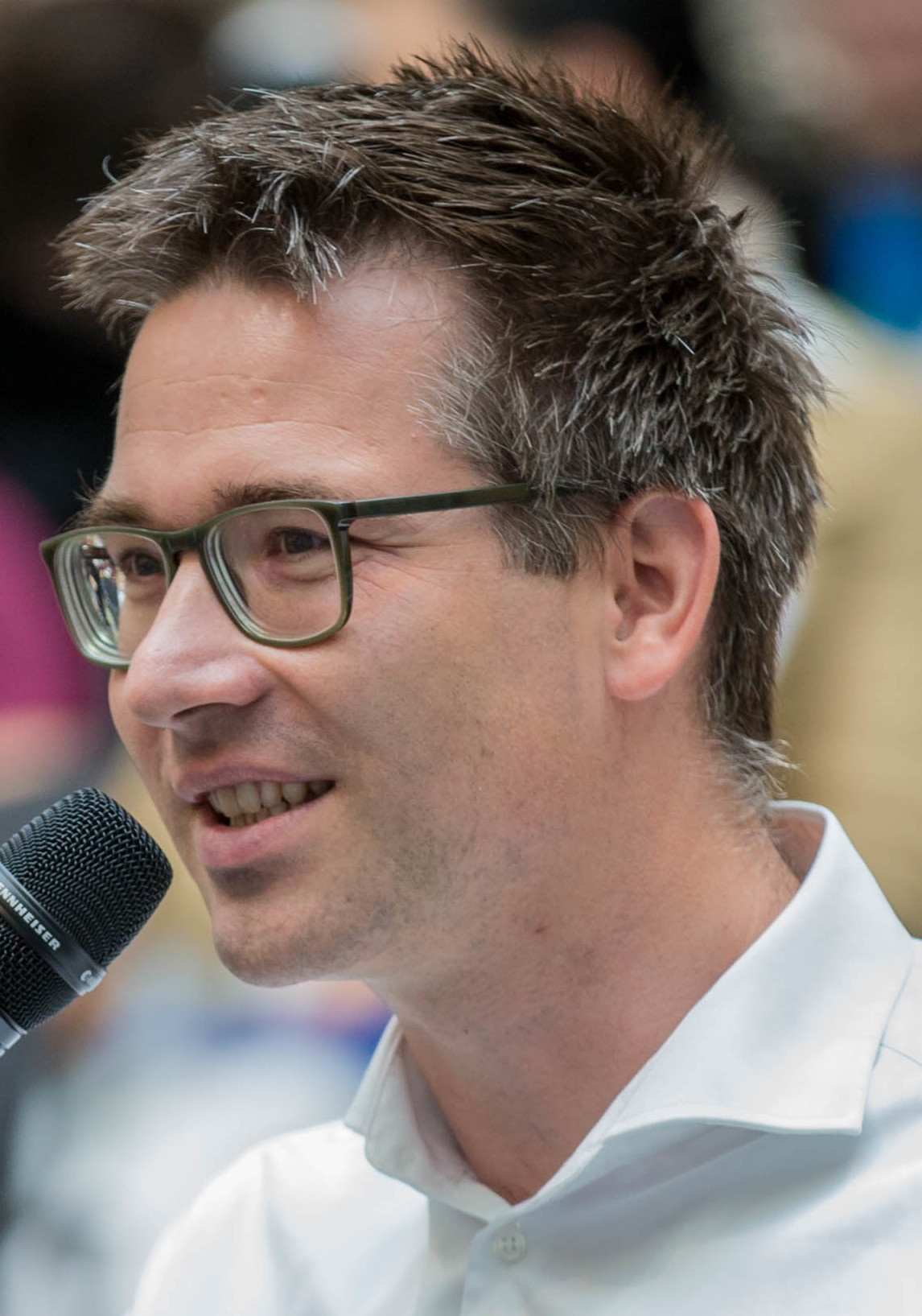
Christian Tretbar, 2017

Christian Tretbar (* 18. Januar 1979 in Leipzig) ist ein deutscher Journalist. Er ist Chefredakteur des Tagesspiegels.

## Leben
Christian Tretbar lebt mit seiner Frau und seinen zwei Kindern in Berlin. Aufgewachsen ist er in Leipzig. Nachdem seine Eltern einen Ausreiseantrag aus der DDR gestellt hatten, siedelte er im August 1989 in die Bundesrepublik aus. Nach dem Abitur am Burggymnasium in Friedberg/Hessen im Jahr 1998 und dem Zivildienst im Jugendkulturzentrum Karben studierte er von 2000 bis 2006 an der Johannes Gutenberg-Universität in Mainz Publizistik und Politikwissenschaft. In dieser Zeit absolvierte er auch ein Semester an der Université XI in Paris.

## Beruf
Nach ersten Schülerzeitungsprojekten arbeitete Christian Tretbar für die Lokalzeitung Wetterauer Zeitung als freier Journalist. Außerdem war er für die Sportredaktion der Frankfurter Rundschau als Reporter tätig. Von 2002 bis 2006 arbeitete er als Pressesprecher der SPD-Bundestagsabgeordneten Nina Hauer in ihrem Wahlkreis. Dabei organisierte er die Pressearbeit und unterstützte bei der Wahlkampfplanung und -organisation.
Im Jahr 2004 begann seine Arbeit beim Tagesspiegel in Berlin. Zunächst als freier Reporter für den Sport, dann 2006 als Volontär. Anschließend hat er die Seite 2 „Fragen des Tages“ betreut und danach im Parlamentsbüro des Mediums über innenpolitische Themen berichtet. Parallel dazu kümmerte er sich um die Digitalisierung des Tagesspiegels. Ab 2013 als Redaktionsleiter Online und seit 2017 als Chefredakteur Online. Hauptziel seiner Arbeit war der Aufbau von Strukturen und Prozessen im Haus, die Print und Online zusammenführten. Dabei entwickelte er neue Erzählformate, baute Sonderseiten wie wahl.tagesspiegel.de zur Bundestagswahl 2017 mit auf – ausgezeichnet mit dem Bronzenen Nagel 2018 des ADC Deutschland – und verstärkte den Einfluss des Digitalen auf die tägliche Arbeit.
Zusammen mit Anna Sauerbrey wurde Christian Tretbar 2018 aus dieser Funktion heraus zum Mitglied der Tagesspiegel-Chefredaktion berufen. 2020 wurde er zudem Mitglied der Geschäftsleitung. Im Juli 2020 zeichnete er maßgeblich an der Einführung von Tagesspiegel Plus, dem ersten rein digitalen Abo-Angebot des Tagesspiegels, verantwortlich.
Zum 1. März 2021 wurde Tretbar Chefredakteur beim Tagesspiegel. Nach dem Ausscheiden von Mathias Müller von Blumencron Ende des dritten Quartals 2021 führte er bis Ende 2024 zusammen mit Lorenz Maroldt die Redaktion des Tagesspiegels gesamtverantwortlich. Seit Anfang 2025 ist Tretbar alleiniger Chefredakteur des Tagesspiegels.
Im Zusammenhang mit dem Weggang von Harald Martenstein vom Tagesspiegel nach 34 Jahren wurde ihm von Martenstein vorgeworfen, ihn über angebliche Vorwürfe der Leserschaft im Unklaren gelassen und der Öffentlichkeit gegenüber die Unwahrheit gesagt zu haben. Tretbar und die Chefredaktion des Tagesspiegels wiesen jedoch in einer Stellungnahme darauf hin, mit dem Autor über seine Kolumne und die Kritik daran gesprochen zu haben.